# Karor Lal Esan
Karor Lal Esan é uma cidade do Paquistão localizada na província de Punjab.